# Живица (Пожаревац)
Живица је насеље у Србији у општини Пожаревац у Браничевском округу. Према попису из 2022. било је 541 становника.

## Демографија
У насељу Живица живи 610 пунолетних становника, а просечна старост становништва износи 44,1 година (42,7 код мушкараца и 45,5 код жена). У насељу има 189 домаћинстава, а просечан број чланова по домаћинству је 3,85.
Ово насеље је великим делом насељено Србима (према попису из 2002. године), а у последња три пописа, примећен је пад у броју становника.
|  |

| Демографија | Демографија | Демографија |
| Година      | Становника  | Становника  |
| ----------- | ----------- | ----------- |
| 1948.       | 1.019       |             |
| 1953.       | 1.075       |             |
| 1961.       | 1.046       |             |
| 1971.       | 1.025       |             |
| 1981.       | 964         |             |
| 1991.       | 914         | 819         |
| 2002.       | 728         | 867         |
| 2011.       | 643         |             |

| Етнички састав према попису из 2002.‍ | Етнички састав према попису из 2002.‍ | Етнички састав према попису из 2002.‍ | Етнички састав према попису из 2002.‍ | Етнички састав према попису из 2002.‍ |
| ------------------------------------ | ------------------------------------ | ------------------------------------ | ------------------------------------ | ------------------------------------ |
|                                      |                                      |                                      |                                      |                                      |
| Срби                                 | Срби                                 |                                      | 701                                  | 96,29%                               |
| Роми                                 | Роми                                 |                                      | 17                                   | 2,33%                                |
| Македонци                            | Македонци                            |                                      | 6                                    | 0,82%                                |
| Румуни                               | Румуни                               |                                      | 1                                    | 0,13%                                |
| Мађари                               | Мађари                               |                                      | 1                                    | 0,13%                                |
| непознато                            | непознато                            |                                      | 0                                    | 0,0%                                 |

| Година пописа     | 1948. | 1953. | 1961. | 1971. | 1981. | 1991. | 2002. |
| ----------------- | ----- | ----- | ----- | ----- | ----- | ----- | ----- |
| Број домаћинстава | 222   | 228   | 232   | 225   | 211   | 208   | 189   |

| Број чланова      | 1  | 2  | 3  | 4  | 5  | 6  | 7  | 8 | 9 | 10 и више | Просек |
| ----------------- | -- | -- | -- | -- | -- | -- | -- | - | - | --------- | ------ |
| Број домаћинстава | 28 | 35 | 22 | 26 | 35 | 24 | 11 | 8 | 0 | 0         | 3,85   |

| Пол    | Укупно | Неожењен/Неудата | Ожењен/Удата | Удовац/Удовица | Разведен/Разведена | Непознато |
| ------ | ------ | ---------------- | ------------ | -------------- | ------------------ | --------- |
| Мушки  | 308    | 70               | 205          | 24             | 9                  | 0         |
| Женски | 316    | 34               | 207          | 63             | 12                 | 0         |
| УКУПНО | 624    | 104              | 412          | 87             | 21                 | 0         |

| Пол    | Укупно                    | Пољопривреда, лов и шумарство | Рибарство                            | Вађење руде и камена | Прерађивачка индустрија       |
| ------ | ------------------------- | ----------------------------- | ------------------------------------ | -------------------- | ----------------------------- |
| Мушки  | 162                       | 80                            | 0                                    | 8                    | 17                            |
| Женски | 84                        | 48                            | 0                                    | 1                    | 13                            |
| УКУПНО | 246                       | 128                           | 0                                    | 9                    | 30                            |
| Пол    | Производња и снабдевање   | Грађевинарство                | Трговина                             | Хотели и ресторани   | Саобраћај, складиштење и везе |
| Мушки  | 8                         | 11                            | 13                                   | 1                    | 5                             |
| Женски | 0                         | 3                             | 5                                    | 0                    | 1                             |
| УКУПНО | 8                         | 14                            | 18                                   | 1                    | 6                             |
| Пол    | Финансијско посредовање   | Некретнине                    | Државна управа и одбрана             | Образовање           | Здравствени и социјални рад   |
| Мушки  | 2                         | 0                             | 7                                    | 4                    | 1                             |
| Женски | 1                         | 0                             | 1                                    | 4                    | 6                             |
| УКУПНО | 3                         | 0                             | 8                                    | 8                    | 7                             |
| Пол    | Остале услужне активности | Приватна домаћинства          | Екстериторијалне организације и тела | Непознато            | Непознато                     |
| Мушки  | 3                         | 0                             | 0                                    | 2                    | 2                             |
| Женски | 1                         | 0                             | 0                                    | 0                    | 0                             |
| УКУПНО | 4                         | 0                             | 0                                    | 2                    | 2                             |

## Познати грађани
- Српски генерал и академик Стеван Здравковић је рођен у Живици.